# Phú Trinh
Phú Trinh là một phường thuộc thành phố Phan Thiết, tỉnh Bình Thuận, Việt Nam.
Phường Phú Trinh có diện tích 1,51 km², dân số năm 1999 là 16.531 người, mật độ dân số đạt 10.948 người/km².

## Lịch sử
Ngày 19 tháng 12 năm 2019, Hội đồng Nhân dân tỉnh Bình Thuận ban hành Nghị quyết 96/NQ-HĐND về việc sáp nhập khu phố 6 và khu phố 7 thành khu phố 7.